# 점쏠배감펭

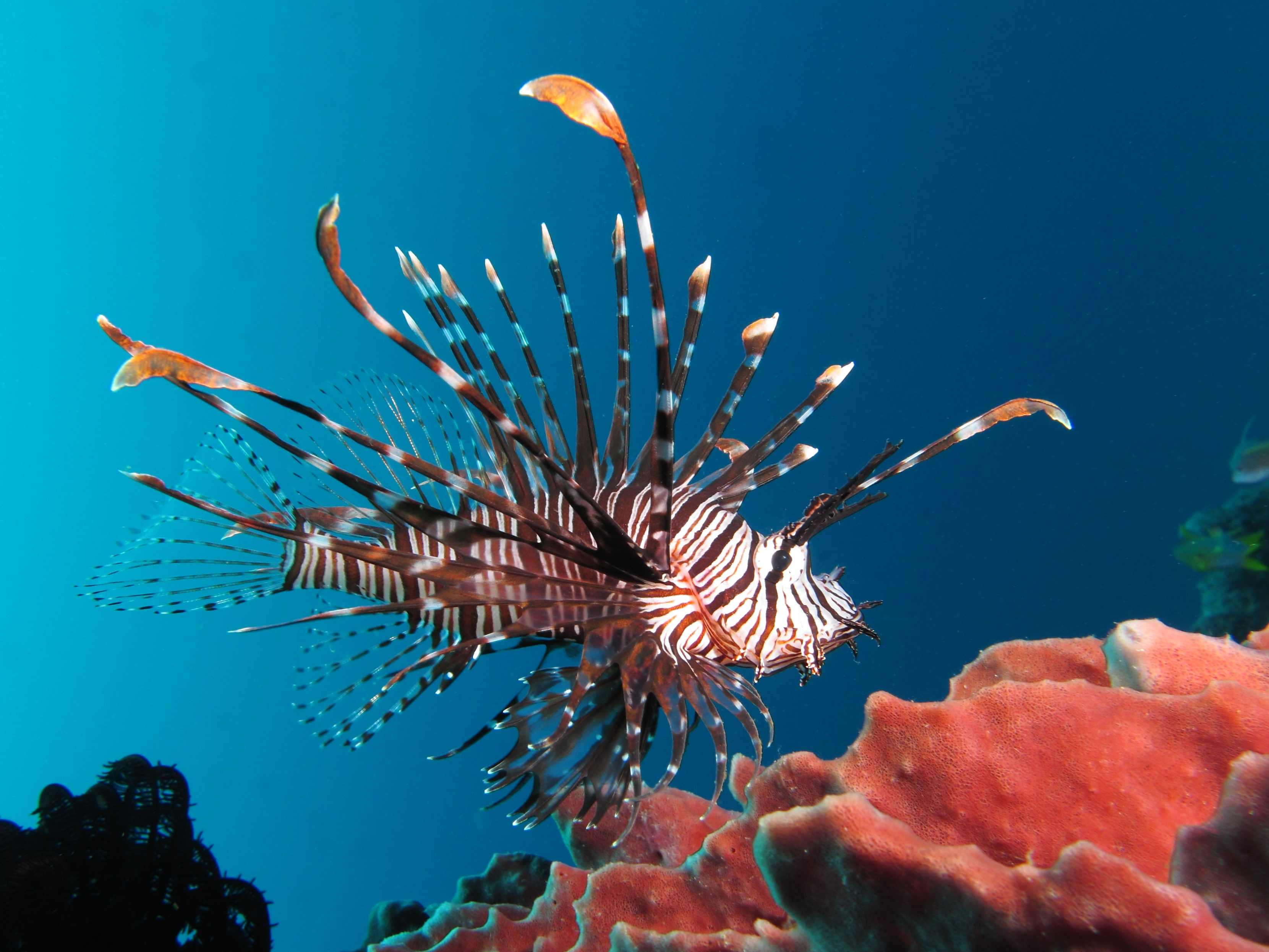

점쏠배감펭(영어: red lionfish, 학명: Pterois volitans 프테로이스 볼리탄스[*])은 쏨뱅이목 양볼락과의 바닷물고기이다. 점쏠배감펭의 성체 몸길이는 47cm까지 자랄수 있다. 새끼는 일반적으로 2.5cm보다 짧다. 점쏠배감펭은 약 10년동안 산다.
솔배감펭류 물고기 가운데 가장 많이 알려진 품종이다. 최대 몸길이는 38cm까지 성장한다. 주둥이에 2쌍이 수염이 있다. 날개처럼 보이는 큰 가슴지느러미와 긴 등지느러미가 있다. 몸에는 붉은색, 갈색, 흰색의 줄무늬가 있다.